# Quagliano
Quagliano ist eine Rotweinsorte. Die sehr alte autochthone Sorte stammt aus Italien. Erste Erwähnungen findet man bereits in Schriftstücken des 17. Jahrhunderts, wo die Weine als „schwarzer, leichter und prickelnder Wein“ beschrieben werden.  Sie wird auch in den Aufzeichnungen der Gemeinde Busca von 1721 erwähnt, und 1876 beschreibt Hermann Goethe (1837–1911) sie in seinem Handbuch der Ampelographie als blaue, dichtbeerige Keltertraube.
Im Piemont findet die Sorte Eingang in die Weine der Denominazione di origine controllata der Colline Saluzzesi und des Collio Goriziano. In der Gemeinde Costigliole Saluzzo wird ihr zu Ehren am letzten Wochenende im September ein Volksfest gefeiert. Ihre Hauptanbaufläche verteilt sich auf die Gemeinden Pagno und Piasco sowie Teile von Castiglione Saluzzo, Manta, Verzuolo, Busca, Brondello, Castellar und Saluzzo. Kleine Rebflächen gibt es auch in Argentinien.
Siehe auch den Artikel Weinbau in Italien sowie die Liste von Rebsorten.
Synonyme: Caian, Caillan Noir, Cari, Quagliana, Quaian, Quajan, Qualiano oder Quagliano Nero
Abstammung: autochthone Sorte aus Norditalien (Provinz Cuneo)